# Paul Gilson

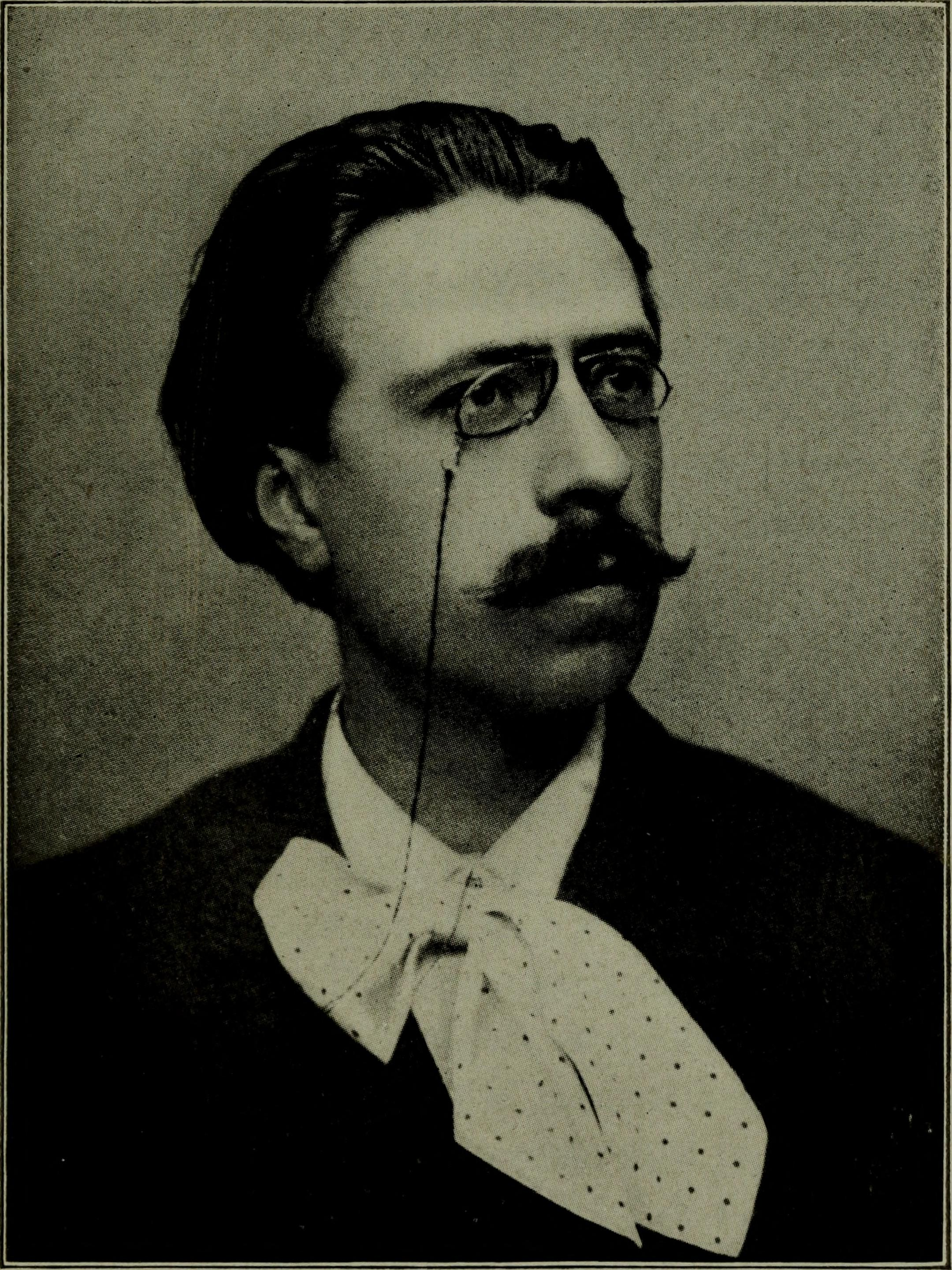
Paul Gilson (1905)

Paul Gilson (* 15. Juni 1865 in Brüssel; † 3. April 1942 ebenda) war ein belgischer Komponist. 

## Leben
1866 zog die elterliche Familie von Brüssel nach Ruisbroek im Brüsseler Umland. Dort erhielt er auch als kleiner Junge den ersten Musikunterricht in Klavier und etwas Harmonielehre vom Kloster-Organisten, dem Dirigenten des Kirchenchores und des örtlichen Fanfare-Orchesters Auguste Cantillon. Gegen 1880 schrieb er hier auch seine Erstlingswerke für Chor oder Fanfare-Orchester. Diese Nähe zum Chor und zum Blasorchester hat er nachher auch als Komponist beibehalten und sie ist auch in seinen symphonischen Werken spürbar. Landläufig wird er als Vater der belgischen Blasmusik bezeichnet, da er niveauvolle Werke für dieses Medium komponierte.
Sein Studium absolvierte er am Konservatorium in Brüssel bei François-Auguste Gevaert (1828–1908) Komposition und bei Charles Duyck Harmonielehre und Kontrapunkt. 1889 wurde er Preisträger des Prix de Rome mit seiner Kantate Sinai. 
Im Brüsseler Konzertleben hat er zum einen die Opern von Richard Wagner und zum anderen das farbenprächtige Orchesterspiel in den Werken der Komponisten der sogenannten Russischen Nationalschule (Nikolai Rimski-Korsakow, Alexander Glasunow und Alexander Skrjabin) kennen und schätzen gelernt. Mit César Cui (1835–1918) und dem Musikverleger Mitrofan Beljajew (1836–1904) pflegte er eine intensive Korrespondenz. Die drei zuvor genannten Komponisten besuchte er alle. 
Von 1899 bis 1904 war er Professor für Harmonielehre am Konservatorium in Brüssel und bis 1906 am Konservatorium in Antwerpen. 1909 wurde er vom Kultusministerium zum Inspektor für den allgemeinen Musikunterricht in Belgien ernannt. Diese Position hielt er bis 1930 inne. 
1924 gründete er zusammen mit Marcel Poot (1901–1988) und Maurice Schoemaker (1890–1964) das Magazin La Revue Musicale belge. Bis zur letzten Ausgabe dieses Magazins im Dezember 1939 blieb er Chefredakteur.
Er war der geistige Vater der Gruppe Les Synthétistes, in der er ehemalige Studenten vereinte, um mit gebündelter Kraft dem Musikalltag fundierte zeitgenössische Werke einzuverleiben. Auch wenn die einzelnen Mitglieder dieser Gruppe (René Bernier, Francis de Bourguignon, Théo de Joncker, Marcel Poot, Maurice Schoemaker, Jules Strens und Robert Otlet) jeweils und mit unterschiedlicher Intensität das große Ziel nicht erreichten, so waren sie aber in aller Munde. 
Als Komponist zählt er zu den bekanntesten Belgiern. Sein Œuvre weist mehr als 100 symphonische Werke aus. Unter Kennern gilt er als das Herz der romantischen, symphonischen Musiktradition in Belgien. Breite Lyrik, thematisches Denken und vor allen Dingen eine bemerkenswerte Beherrschung des Orchesterkolorits zeichnen sein Œuvre aus.
Von 1910 bis 1919 war er Mitglied der Académie royale des Sciences, des Lettres et des Beaux-Arts de Belgique (Classe des Beaux-Arts).

## Werke

### Werke für Orchester
- 1890 Alla Marcia Rhapsodie für Streichorchester
- 1890 Rhapsodie à la marcia
- 1892 La Mer 4 Symphonische Skizzen
  1. Lever de soleil
  2. Chants et Danses de Matelots
  3. Crépuscule
  4. Tempête
- 1892–1893 Melodies Ecossaises für Streichorchester
  1. The Flowers Of The Forest
  2. Sweet May Morning
  3. Jig And Song
- 1900 Ouverture Symphonique Nr. 1
- Alvar
- 1903 Ouverture Symphonique Nr. 2
- 1904 Ouverture Symphonique No. 3
- 1929 Parafrazen op Vlaamse Volksliederen
- Sailors Dance

### Werke für Blasorchester
- 1902 Concerto pour Saxophone n°1
- 1903 Variation symphonique für Blechbläser
- 1909 Rapsodie
- 1892/1925 La Mer 4 Symphonische Skizzen für Symphonisches Blasorchester transkribiert von Arthur Prevost
  1. Lever de soleil
  2. Chants et Danses de Matelots
  3. Crépuscule
  4. Tempête
- 1930 Tornacum
- 1930 Grande Marche du Centenaire
- 1948 Moeder für Sprecher(in) und Fanfare-Orchester
- Binché
- Brabant - marche militaire
- Danse geurrière aus dem Ballett La Captive
- Deuxième Rhapsodie
- Deuxième Valse Symphonique
- Encore un! allegro
- Epithalame (Hochzeitszug)
- Fantaisie
- Gavotte Monsignore
- Hommage à Weber
- Interlude Solennel
- L'Heureux Voyage
- Le Rétour au Pays: Prière avant le départ
- Marche commémorative
- Marche Cortège
- Marche Panégyrique
- Merxem - Allegro Militaire
- Montréal - Allegro de concert
- Ouverture »Eleusines«
- Patrouille Albanaise
- Poème Symphonique en Forme d'Ouverture
- Polka fataiseste
- Rhapsodie Laudative
- Rhapsodie Hawaîenne
- Richard III Ouverture
- Terugkeer naar het vaderland
- Triumph Marsch
- Variations
- Valse symphonique nr. 1
- Valse symphonique nr. 2
- Vestris - Danse mimique
- Quarantenaire – Marche Solennelle

### Bühnenwerke
- 1890 Le Démon Dramatische Kantate nach Texten von Lermontow in 2 Akten für Soli, Chor und Orchester
- 1892 Francesca da Rimini Dramatisches Oratorium nach Dante für Soli, Chor und Orchester
- 1895 Gens de mer (Zeevolk) lyrisches Drama in 2 Akten
- 1896–1900 La Captive Ballett in 2 Akten
- 1903 Princesse rayon de soleil (Prinses Zonneschijn) légende féerique 4 Akte
- 1910 Les Aventuriers (Rooversliefde) musikalisches Drama in 1 Akt
- 1910–1921 Les Deux Bossus Ballett-Pantomime in 1 Akt
- 1940 Elijah Musik zum Trauerspiel von Cyriel Verschaeve
- Daphne Ballett

### Andere Werke
- 1889–1890 Six Mélodies
- 1902 Petite Suite Rustique für Klavier
- 1934 Le Mas d'Icare zum Film von Carlo Queeckers für Streichorchester
- 1934–1936 Romantische werkjes
- 1940 Aria di Timpani con 6 Variazioni
- Suite Nocturne für Klavier
- Six Chansons Ecossaises nach Texten von Leconte de Lisle

### Bücher und Schriften
- 1913 Le Tutti orchestral
- 1923 Traité de lecture musicale
- 1923 Traité d'harmonie (3 Bände)
- 1926 Traité de musique militaire
- Solfège - Cours complet de la lecture musical a 9 Volumes (9 Bände)
- 1955 Arthur Meulemans: Paul Gilson (1865–1942). 14 Seiten, 1 Portrait